# Alexa Nova
Alexa Nova (Las Vegas, Nevada; 24 de enero de 1994) es una actriz pornográfica estadounidense.

## Biografía
Nació en Las Vegas (Nevada) en el seno de una familia con ascendencia noruega, francesa, inglesa y escocesa. A muy pronta edad, sus padres se divorciaron, aunque siguieron viéndose en la misma ciudad. Durante su adolescencia fue una chica independiente en los estudios y retraída en las relaciones sociales, con un pequeño grupo de amigos.
Antes de entrar en la industria del cine X, Alexa trabajaba como recepcionista en una firma inmobiliaria. Durante los fines de semanas ganaba un sueldo extra bailando como estríper y llegó a trabajar como camgirl, época en la que se hacía llamar Annalexa.
En 2015 decidió probar suerte como actriz porno, entrando finalmente en la industria ese año a los 21 años de edad. Fue en ese momento cuando decidió buscarse un nombre artístico acorde, pasando del Annalexa que usaba anteriormente a reducirlo, consiguiendo gracias a una amiga el nombre definitivo.
Ya desde su entrada, ha trabajado en producciones de Evil Angel, Kick Ass, Burning Angel, Lethal Hardcore o Digital Sin, entre otras. Está representada por la agencia LAX Models.
Algunas películas de su filmografía son Teens Love Anal 2, Anal Rookies, Barefoot Confidential 90, Fantasy Solos 15, Fuck Girls, Girl Fiction, Licking Lesbians, POV Mania 2 o Pretty Kitties.
Ha rodado más de 380 películas como actriz.

## Premios y nominaciones
| Año  | Ceremonia                   | Resultado | Premio                                   | Trabajo                                        |
| ---- | --------------------------- | --------- | ---------------------------------------- | ---------------------------------------------- |
| 2016 | Spank Bank Awards           | Nominada  | Newcummer of the Year                    | —                                              |
| 2016 | Spank Bank Awards           | Nominada  | Most Awe Inspiring Gape                  | —                                              |
| 2016 | Spank Bank Awards           | Ganadora  | Most Luxurious Labia                     | —                                              |
| 2016 | Spank Bank Awards           | Nominada  | Pretty In Pink                           | —                                              |
| 2016 | Spank Bank Awards           | Nominada  | Life Sized Human Hand Puppet             | —                                              |
| 2016 | Spank Bank Awards           | Nominada  | Wet Dream Girl                           | —                                              |
| 2016 | Spank Bank Awards           | Nominada  | Best High Speed DSL                      | —                                              |
| 2016 | Spank Bank Technical Awards | Ganadora  | Jizz Junglista                           | —                                              |
| 2017 | Premios AVN                 | Nominada  | Mejor escena de sexo en realidad virtual | Randy’s Roadstop: Shove My Cock in Your Friend |
| 2017 | Premios AVN                 | Nominada  | Premio fan: Debutante más caliente       | —                                              |
| 2017 | Spank Bank Awards           | Nominada  | Instagram Girl of the Year               | —                                              |
| 2017 | Spank Bank Awards           | Nominada  | Best DSL                                 | —                                              |
| 2017 | Spank Bank Awards           | Ganadora  | Life Sized Human Hand Puppet             | —                                              |
| 2017 | Spank Bank Awards           | Nominada  | Ravishing Redhead of the Year            | —                                              |
| 2017 | Spank Bank Awards           | Ganadora  | Servile Sub of the Year                  | —                                              |
| 2017 | Spank Bank Awards           | Nominada  | My (Wet) Dream Girl                      | —                                              |
| 2017 | Spank Bank Awards           | Nominada  | Prettiest Whore Mouth                    | —                                              |
| 2017 | Spank Bank Awards           | Nominada  | Pretty In Pink                           | —                                              |
| 2017 | Spank Bank Awards           | Nominada  | Tortured Fuck Doll of the Year           | —                                              |
| 2017 | Spank Bank Awards           | Nominada  | Sharing Is Caring                        | —                                              |
| 2017 | Spank Bank Awards           | Nominada  | Smooth As Silk                           | —                                              |
| 2017 | Spank Bank Awards Technical | Ganadora  | Cutest Awkward Smile                     | —                                              |
| 2019 | Premios AVN                 | Nominada  | Mejor escena escandalosa de sexo         | Everything Butt the Kitchen Sink               |
| 2019 | Premios AVN                 | Nominada  | Mejor escena de sexo en realidad virtual | VRB World Cup 2018                             |
| 2019 | Premios AVN                 | Nominada  | Premio fan: Culo más épico               | —                                              |
| 2019 | Premios XBIZ                | Nominada  | Mejor escena de sexo en realidad virtual | VRB World Cup 2018                             |